# Diego Ciorciari
Diego Andrés Ciorciari (Santa Fe, Argentina, 2 de marzo de 1980) es un exbaloncestista y entrenador de baloncesto argentino. Jugaba de base y su último club fue Hispano Americano.

## Carrera

### Inicios
Comenzó a jugar al básquet en el club Rivadavia Juniors, de su ciudad natal, Santa Fe.
Debutó en la Liga Nacional de Básquet el 23 de septiembre de 1998, vistiendo la camiseta de Ferro Carril Oeste, frente a Boca Juniors, con compañeros como Luis Scola y Federico Kammerichs. En 2001 ganó el Torneo de Volcadas de la LNB luego de derrotar a Walter Herrmann en la final.
Tras cuatro años en el club, dio el salto a Europa, para jugar en Arkadia Traiskirchen Lions. Tras dos meses en el equipo, pasó a Italia, donde defendió los colores del De Vizia Avellino durante la recta final de la campaña 2001-02, para pasar después por el Vip Rimini de la LegaDue.

### España
Su siguiente equipo fue en España, el CAI Zaragoza de la liga LEB. El base argentino aterrizó en el CAI de Zaragoza en la parte final de la campaña 2002-03 donde consiguió la Copa del Príncipe de Asturias de baloncesto de 2004. Posteriormente fue cedido al Lagun Aro Bilbao, donde hizo hizo su debut en la ACB el 4 de noviembre de 2004. Estuvo una temporada en el Aguas de Calpe y en el Club Baloncesto Breogán de Lugo. En el año 2007 recaló en el Club Melilla Baloncesto. En la Liga LEB Oro 2009-10, Ciorciari junto a Menorca Básquet consiguió el subcampeonato y de esta manera el ascenso a la Liga ACB. En la misma promedió 6.1 puntos, 2.1 rebotes y 4.9 asistencias, aunque no pudo evitar que Menorca Básquet perdiera la categoría al finalizar la temporada.

### Italia y retorno a Argentina
En 2011 Diego Ciorciari deja el baloncesto español siendo el máximo asistente de la historia de la LEB, con 1015 asistencia y decide firmar con Pepsi Caserta.
En diciembre de 2011 es fichado por dos temporadas por el club argentino Gimnasia y Esgrima (Comodoro Rivadavia) concretando la vuelta de Diego Ciorciari a la Argentina tras 10 años en el exterior. En junio de 2013 se unió a los Cangrejeros de Santurce para disputar los cuartos de final de la Baloncesto Superior Nacional. Al finalizar su participación en Puerto Rico, se unió a las filas de Libertad de Sunchales, por una temporada.
Su siguiente club fue San Martín de Corrientes, donde se mantuvo por dos temporadas y consiguió la clasificación a la Liga Sudamericana de Clubes 2015. En 2016 firmó con Instituto Atlético Central Córdoba.

### Retiro
Tras una temporada en Instituto, fichó por Hispano Americano de Río Gallegos donde disputó media temporada, y a la edad de 37 años decidió alejarse de la práctica profesional de manera definitiva por una grave lesión de espalda.

Estoy tratando de llevarlo de la mejor manera posible, junto con el apoyo de mi familia y haciéndome a la idea de que ya no voy a jugar más, que es lo más difícil de todo. ... Es un golpe duro, pero estoy afrontándolo con mucho huevo, hablando mal y pronto. También estoy agradecido de haber sufrido el impacto con la edad que tengo y no a los 30 o 25, porque la decisión hubiera sido mucho más difícil.
Fue en el partido contra Peñarol. Cambiamos en un pick and roll, una jugada sencilla y salto por delante de Alejandro Alloatti para robar la pelota, porque habíamos quedado en un miss match. En ese momento viene Eniel Polynice, el americano nuestro, como ayuda se ve que mal calculada y cae encima de mí. En ese momento la cabeza es como que se me tracciona para abajo, para el costado y reboto contra Alloatti. Ahí directamente sentí como una explosión, no a la altura del cuello, sino en el plexo braquial, con toda la continuidad nerviosa. Fue un dolor que no había sentido nunca en mi vida y automáticamente el hombro se me durmió totalmente. Yo me agarré el hombro y me fui para afuera, pensando que me había sacado el hombro o la clavícula, pero cuando me hicieron los estudios pertinentes no tenía nada en los huesos en sí: había sido una complexión cervical. A partir de ahí empezaron todos los estudios
Diego Ciorciari.

### Selección nacional
Ha sido internacional con la Selección de baloncesto de Argentina. Participó en el Campeonato Mundial de Baloncesto Sub-21 de Japón en donde obtuvo el tercer puesto.

## Entrenador
El exjugador de baloncesto argentino pasaría a la formación de jugadores y en 2021 comenzaría su etapa como técnico en el Club Deportivo Stadium Casablanca de Zaragoza.
En agosto de 2022, firma como entrenador ayudante del San Pablo Burgos de Liga LEB Oro, en el que trabaja hasta enero de 2023 que coincidiría con la salida de Paco Olmos y la llegada de Curro Segura al conjunto burgalés.

## Trayectoria
| Club                       | País        | Año         |
| -------------------------- | ----------- | ----------- |
| Ferro                      | Argentina   | 1997 - 2002 |
| Arkadia Traiskirchen Lions | Austria     | 2002        |
| De Vizia Avellino          | Italia      | 2002        |
| Vip Rimini                 | Italia      | 2002 - 2003 |
| CAI Zaragoza               | España      | 2003 - 2004 |
| Lagun Aro Bilbao Basket    | España      | 2004 - 2005 |
| Club Baloncesto Calpe      | España      | 2005 - 2006 |
| Leche Río Breogán          | España      | 2006 - 2007 |
| Club Melilla Baloncesto    | España      | 2007 - 2009 |
| Menorca Básquet            | España      | 2009 - 2011 |
| Juvecaserta Basket         | Italia      | 2011        |
| Gimnasia y Esgrima (CR)    | Argentina   | 2011 - 2013 |
| Cangrejeros de Santurce    | Puerto Rico | 2013        |
| Libertad de Sunchales      | Argentina   | 2013 - 2014 |
| San Martín de Corrientes   | Argentina   | 2014 - 2016 |
| Instituto                  | Argentina   | 2016 - 2017 |
| Hispano Americano          | Argentina   | 2017 - 2018 |

## Palmarés

### Clubes
- Campeón Copa del Príncipe de Asturias de baloncesto:
  - CAI Zaragoza: 2004.

- Subcampeón Liga Española de Baloncesto Oro:
  - Menorca Básquet: 2010.

### Selección nacional
- Selección argentina de baloncesto:
  - 3.er puesto Campeonato Mundial de Baloncesto Sub-21 Masculino de 2001.

### Consideraciones personales
- Juego de las Estrellas de la LNB: 2000, 2001, 2002.
- Ganador del Torneo de Volcadas de la LNB: 2001.